# Ришу
Ришу (кинески: 日 書; пинјин: Rìshū), лит. „Дневна књига“ је форма дивинацијских текстова који су широко циркулисали у Кини од касног периода зараћених држава до династије Западни Хан.  Овај термин проналази своје место у Кини од 217. године п. н. е.

## Историјски значај
Ришу је референтна књига уз помоћ које су стари Кинези из династији Хан и раније бирали добре и лоше дане, и нека је врста или претеча  календарске књиге.  Она бележи који је дан у години погодан за брак, порођај, сахрану, пољопривреду, путовања и друге активности
Настала у периоду зараћених држава ова дивинацијских књига откривена је израђена у  многим верзијама и материјалим у библиотекама и гробовима из периода зараћених страна и династије Западни Хан. 
Ришу књиге има велику историјску вредност за проучавање древних астрономских календара и свакодневних обичаја у Кини. Један примерак алманаха или хемерологија као један од бамбусових текстова Шуихуди Кин пронађена је 1975. године у Шуихудију, Хубеи, у гробници која је датирана у 217. годину п. н. е. Према претпоставци Доналд Харпера, верује се да је она садржи текстове попут Ришуа 日 書, који одређује срећне и несрећне дане у нумерологији сексагенарног циклуса без позивања на астрологију, „хемерологију“ тачнији превод „алманаха“ (годишње публикације за једну календарску годину).